# FGM-148 Javelin
FGM-148 Javelin, američki protuoklopni vođeni raketni sustav. Razvoj Javelina započeo je sredinom 1980-ih kako bi zamijenio stariji M47 Dragon. Prvi primjerci isporučeni su američkoj kopnenoj vojsci tijekom 1996. godine.
Zahvaljući uporabi termografske kamere za samonavođenje sustav funkcionira po principu "ispali i zaboravi". Nakon lansiranja, projektil koristi profil napada odozgo gdje je oklop borbenih vozila tradicionalno najtanji. Bojnu glavu čini tandemsko kumulativno punjenje namijenjeno savladavanju BOV-ova s reaktivnim oklopom. Može doseći najveću nadmorsku visinu od 150 m u gornjem napadnom načinu i 60 m u načinu izravnog napada. Početne verzije imale su domet od 2.000 m, kasnije povećan na 2.500 m. 
Projektil se izbacuje iz lansera na sigurnu udaljenost od operatera prije nego što se zapale glavni raketni motori. To otežava prepoznavanje lansera, iako povratni udar iz lansirne cijevi i dalje predstavlja opasnost za osoblje u blizini.
Osim američke kopnene vojske i marinskog korpusa korisnici su i Australija, Bahrein, Češka, Irska, Jordan, Litva, Nizozemska, Novi Zeland, Norveška, Tajvan i Velika Britanija.

## Komponente
Sustav se sastoji od tri glavne komponente: zapovjedne lansirne jedinice, sklopa lansirne cijevi i samog projektila.

#### Command Launch Unit (Zapovjedna lansirna jedinica) - CLU
Topnik nosi višekratnu zapovjednu lansirnu jedinicu, koja se češće naziva CLU, koja je komponenta za ciljanje. CLU ima tri prikaza koji se koriste za pronalaženje, ciljanje i ispaljivanje projektila, a može se koristiti i odvojeno od projektila kao prijenosni termalni ciljnik. Pješaštvo više nije dužno biti u stalnom kontaktu s oklopnim transporterima i tenkovima s termalnim nišanima. To čini pješaštvo fleksibilnijim i sposobnijim uočiti prijetnje koje inače ne bi mogli otkriti. Godine 2006. ugovor je dodijeljen tvrtki Toyon Research Corporation za početak razvoja nadogradnje CLU-a koja omogućuje prijenos slike cilja i GPS podataka o lokaciji drugim jedinicama.

#### Dnevno vidno polje
Prvi prikaz je dnevni prikaz s povećanjem 4×. Uglavnom se koristi za skeniranje područja na vidljivom svjetlu tijekom dnevnog rada. Također se koristi za skeniranje nakon izlaska i zalaska sunca, kada je termalnu sliku teško fokusirati zbog prirodnog brzog zagrijavanja i/ili hlađenja Zemlje.

#### WFOV (široko vidno polje)
Drugi prikaz je noćni prikaz s povećanjem od 4× i prikazuje topniku toplinski prikaz promatranog područja. Ovo je ujedno i primarni pogled koji se koristi zbog njegove sposobnosti otkrivanja infracrvenog zračenja i pronalaženja trupa i vozila inače previše dobro skrivenih da bi ih se otkrilo. Zaslon prikazuje prikaz "zelene skale" koji se može podesiti u kontrastu i svjetlini. Unutrašnjost CLU-a hladi mala rashladna jedinica pričvršćena na nišan. Ovo uvelike povećava osjetljivost mogućnosti termalne slike budući da je temperatura unutar nišana puno niža od temperature objekata koje detektira.
Zbog osjetljivosti koju to uzrokuje, topnik je u mogućnosti "fokusirati" CLU kako bi pokazao detaljnu sliku promatranog područja prikazujući temperaturne razlike od samo nekoliko stupnjeva. Topnik upravlja ovim prikazom pomoću dvije ručne stanice slične kontrolnoj palici koja se nalazi u modernim kokpitima. Upravo iz ovog prikaza topnik fokusira sliku i određuje područje koje daje najbolji toplinski potpis na koji se može fokusirati projektil.

#### NFOV (usko vidno polje)
Treće vidno polje je 12x termalni ciljnik koji se koristi za bolju identifikaciju ciljanog vozila. 
Nakon što je odabrano najbolje ciljno područje, strijelac pritišće jedan od dva okidača i automatski se prebacuje na četvrti pogled. Seeker FOV, što je termalni pogled s povećanjem od 9x. Ovaj je postupak sličan značajci automatskog zumiranja na većini modernih fotoaparata. Ovaj prikaz je također dostupan zajedno s prethodno spomenutim prikazima, a svima se može pristupiti pritiskom na gumb. Međutim, nije toliko popularan jer prikazu velikog povećanja treba više vremena za skeniranje širokog područja.

#### Lagani CLU
Američka vojska razvila je novi CLU kao poboljšanje u odnosu na verziju Block I. Novi CLU je 70 posto manji, 40 posto lakši i ima 50 posto dulje trajanje baterije. Značajke laganog CLU-a su, dugovalna infracrvena (IR) termografska kamera, zaslon visoke razlučivosti s poboljšanom rezolucijom, integrirane ručke, kamera u boji od pet megapiksela;,laserska točka koja se može vidjeti vidljivo ili kroz IC, lokator udaljenog cilja koji koristi GPS, laserski daljinomjer, senzor smjera i modernizirana elektronika. LWCLU je također pokazao sposobnost ispaljivanja protuzrakoplovnog projektila FIM-92 Stinger, koristeći njegovu superiornu optiku za prepoznavanje i uništavanje malih bespilotnih letjelica (UAV).

## Launch Tube Assembly (Sklop lansirne cijevi)
I strijelac i nosač streljiva nose sklop lansirne cijevi, jednokratnu cijev u kojoj se nalazi projektil i koji štiti projektil od surovih okruženja. Cijev ima ugrađenu elektroniku i sustav šarki za zaključavanje koji čini pričvršćivanje i odvajanje projektila na i od zapovjedne lansirne jedinice brzim i jednostavnim procesom.

#### Projektil
Bojeva glava
Tandem bojna glava projektila Javelin je visokoeksplozivna protuoklopna (HEAT) vrsta. Ova runda koristi eksplozivno oblikovano punjenje za stvaranje toka superplastično deformiranog metala formiranog od metalnih obloga u obliku trube. Rezultat je uzak tok čestica velike brzine koji može probiti oklop.

#### Pogon
Većina raketnih bacača zahtijeva veliku slobodnu površinu iza strijelca kako bi se spriječile ozljede od povratne eksplozije. Kako bi se riješio ovaj nedostatak bez povećanja trzaja do neprihvatljive razine, sustav Javelin koristi mehanizam mekog lansiranja. Mali lansirni motor koji koristi konvencionalno raketno gorivo izbacuje projektil iz lansera, ali prestaje gorjeti prije nego što projektil izađe iz cijevi. Motor leta se pali nakon odgode kako bi se operateru omogućilo dovoljno slobodnog prostora.

#### Tragač
Kao projektil tipa " ispali i zaboravi ", nakon lansiranja projektil mora biti u stanju pratiti i uništiti svoju metu bez pomoći strijelca. To se postiže spajanjem ugrađenog IR sustava za slike (odvojenog od CLU sustava za slike) s ugrađenim sustavom za praćenje.

#### Žarišnoravninski niz (FPA)
Sklop tragača je zatvoren u kupolu koja je prozirna za dugovalno infracrveno zračenje. IR zračenje prolazi kroz kupolu, a zatim kroz leće koje fokusiraju energiju. IC energija se reflektira ogledalima na FPA. Tragač je dvodimenzionalni zureći FPA od 64×64 MerCad (HgCdTe) detektorskih elemenata. FPA obrađuje signale s detektora i prenosi signal na uređaj za praćenje projektila.

#### Hlađenje/kalibracija
Kako bi učinkovito funkcionirao, FPA se mora ohladiti i kalibrirati. U drugim primjenama, CLU-ovi IC detektori se hlade pomoću Dewarove tikvice i Stirlingovog motora zatvorenog ciklusa, ali u projektilu nema dovoljno prostora za slično rješenje. Prije lansiranja, hladnjak montiran s vanjske strane lansirne cijevi aktivira električne sustave u projektilu i opskrbljuje hladnim plinom iz Joule-Thomsonovog ekspandera u sklop detektora projektila dok je projektil još u lansirnoj cijevi. Kada je projektil ispaljen, ova vanjska veza se prekida, a rashladni plin se interno dovodi pomoću plinske boce argona. Plin se drži u maloj boci pod visokim tlakom i sadrži dovoljno rashladnog sredstva za trajanje leta od približno 19 sekundi.

## Operatori
- Karta s operaterima FGM-148 u plavoj boji od travnja 2018